# Взятие Юпы
Взятие Юпы (Ипу, Яффы) — древнеегипетское литературное произведение о взятии ханаанского города Юпы древнеегипетской армией под предводительством военачальника Джехути в правление фараона Тутмоса III (первая половина XV века до н. э.). Текст написан новоегипетским языком и датируется приблизительно 1478—1314 годами до н. э.. Местонахождение Юпы точно не известно: город мог лежать близ Дамаска, либо находиться на месте современного порта Яффы (греч. Иоппе).

## Рукопись
История написана иератическим письмом на обратной стороне папируса Харриса 500 (EA 10060 в Британском музее), соседствуя с легендой об «Обречённом принце». Рукопись относится к XIX династии Нового царства, периоду правления Сети I или Рамсеса II (XIII века до н. э.). Найденная неповреждённой рукопись опалилась вследствие вспыхнувшего пожара в одном александрийском доме в XIX веке. Начало истории не сохранилось, но из повествования суть вступительной части легко восстанавливаема.

В приписке к папирусу «Взятие Юпы» имя переписчика не сохранилось, но текст её характерен: 
«Доведено сие прекрасно до конца ради души искусного своими пальцами войскового писца…»

## Сюжет
Однажды правитель Юпы восстал против египетского владычества. Фараон Менхеперра (одно из имён Тутмоса III) поставил во главе войск отважного полководца Джехути и повелел ему усмирить взбунтовавшийся город.
Прибыв на место, Джехути решает взять укреплённый город хитростью. Обещая правителю Юпы перейти на его сторону, Джехути приглашает его со 120 лучшими воинами в свой лагерь на пир. Сирийцев опоили допьяна, а их главаря Джехути поразил палицей фараона. Пленных связали кожаными ремнями и толстой медной цепью. В 200 заранее приготовленных корзинах египетские солдаты спрятались, чтобы их внесли в город 500 сильнейших воинов. Вперёд отправили весть, что армия Джехути повержена, а в корзинах — дары для царицы города и его жителей. Едва корзины опустили на землю города, оттуда выскочили египетские солдаты и принялись вязать людей без разбора верёвками и цепями.

Так был приведён к покорности город Юпа, и Джехути послал к фараону гонца, отписав своему владыке: 
«Да возрадуется сердце твоё — благой Амон отдал в твои руки город Юпу со всеми его жителями. Вскоре богатая добыча наполнит дом отца твоего Амона-Ра, и рабы и рабыни склонятся к стопам твоим навеки.»

## Историчность

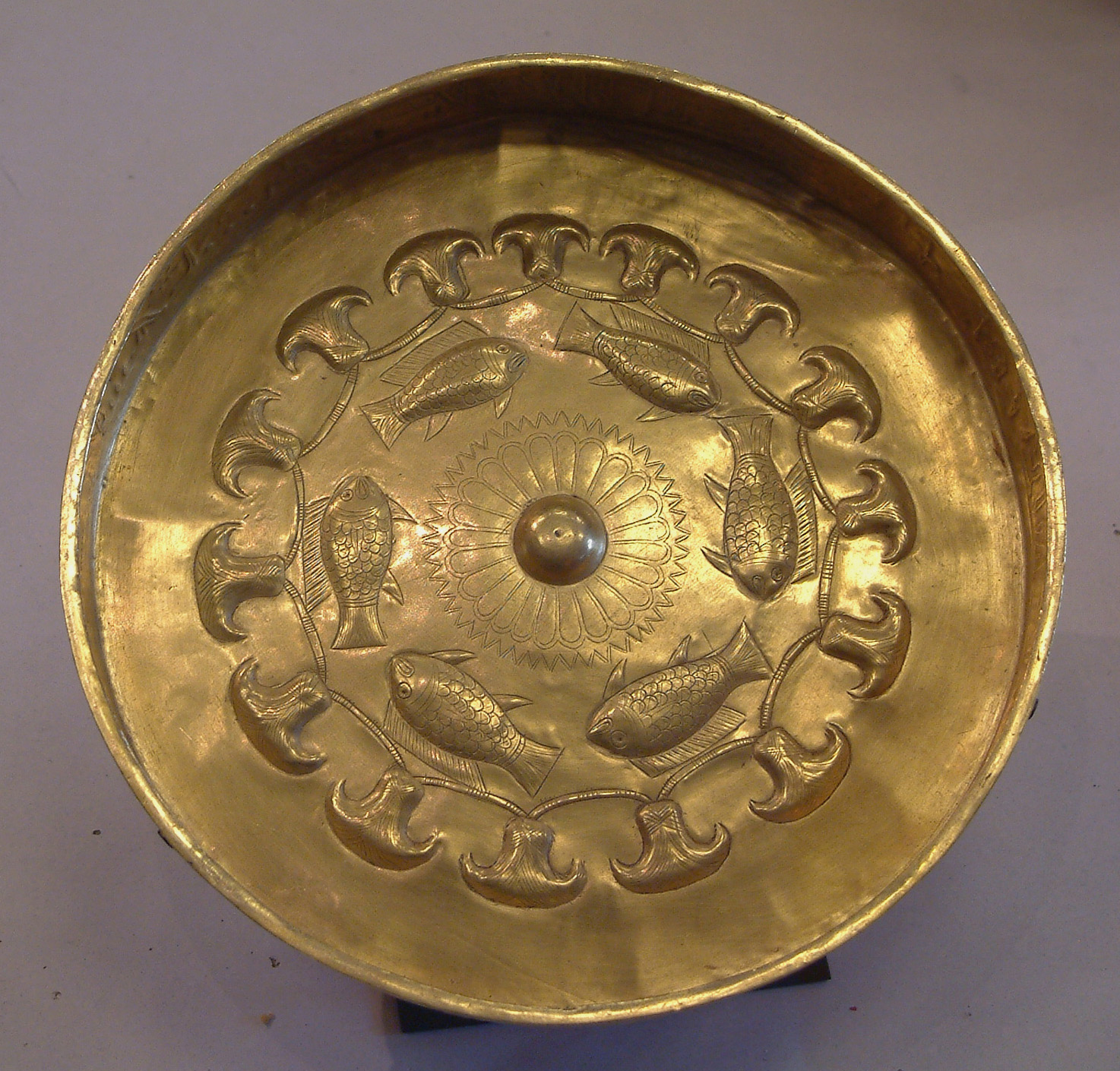
Золотое блюдо генерала Джехути. Лувр

«Взятие Юпы» считается вымышленной историей, однако небезосновательна её историческая подоплёка. Фараон Тутмос III провёл в общей сложности 16 кампаний в Сирии между 22 и 42 годами своего царствования. Завоевание Юпы, вероятно, произошло в этот промежуток.

### Генерал Джехути
Личность главного героя — полководца Джехути (Джхути, Тхутия) — подтверждена археологическими находками. В его обнаруженной в 1824 году гробнице он описан титулами «сопровождающий фараона во все чужеземные страны», «начальник северных земель». В гробнице остался ряд вещей Джехути: золотая и серебряная чаши, подаренные Тутмосом III (Лувр), кинжал (музей Дармштадта), канопы (Флоренция), амулет-скарабей и золотой браслет (Лейденский музей). О местонахождении гробницы сохранилось немного записей и, так как артефакты распроданы в музеи мира, восстановление первоначального облика затруднительно.

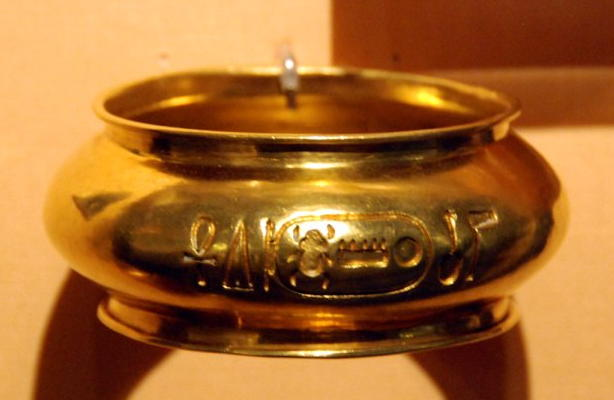
Золотой браслет генерала Джехути. Лейденский музей
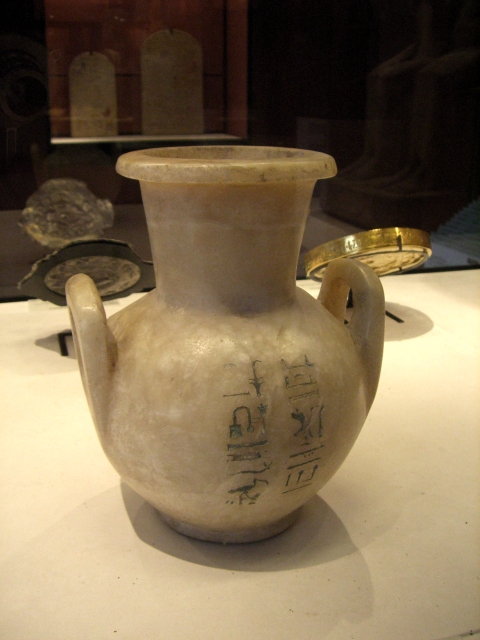
Алебастровая ваза генерала Джехути. Лувр
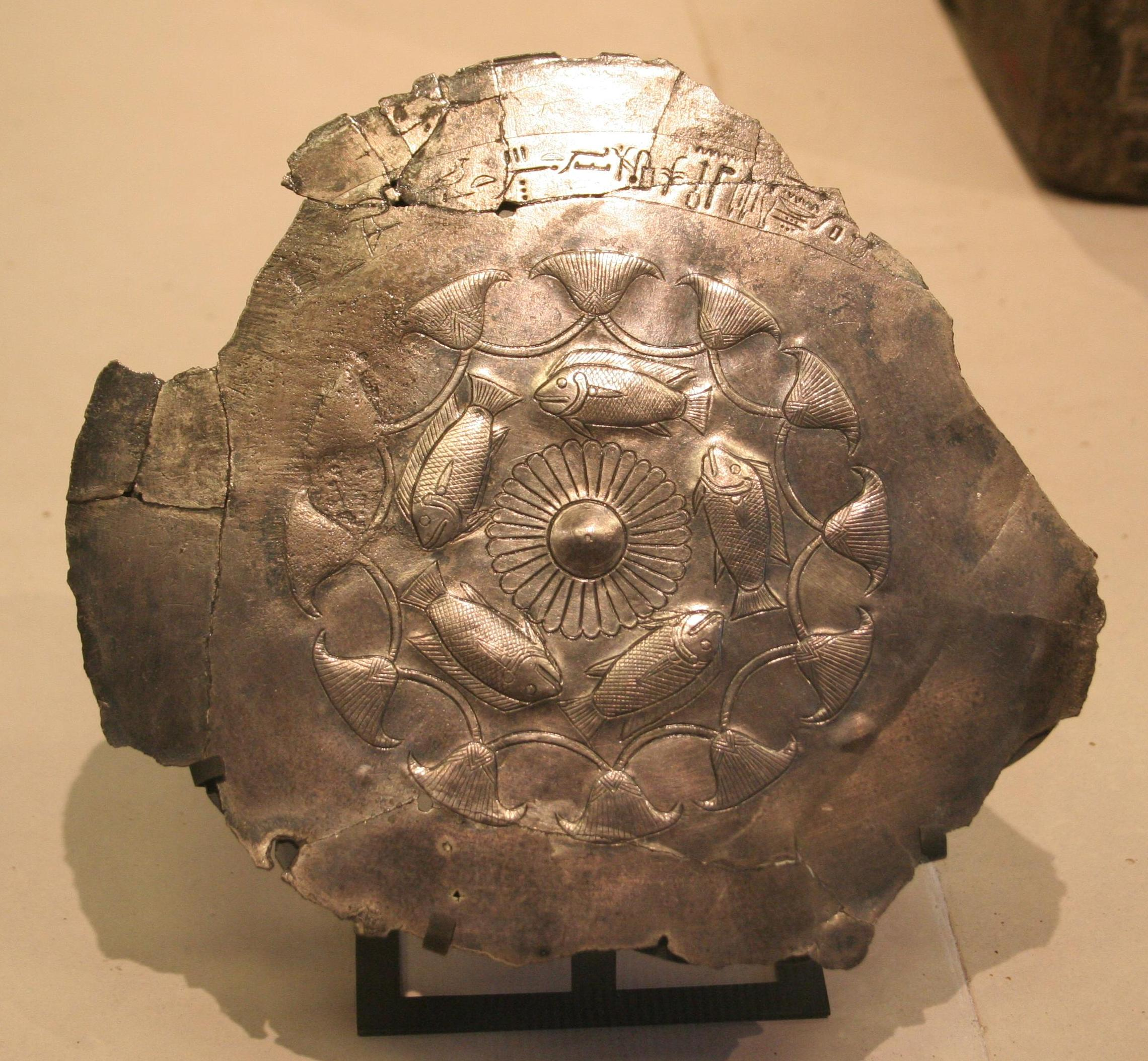
Фрагмент чаши Джехути
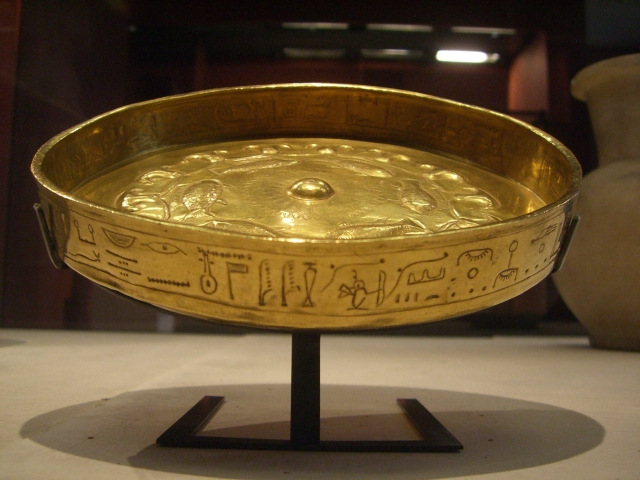
Золотое блюдо, подаренное фараоном, с именем Джехути